# 宮雪花
宮雪花（1958年5月19日－），原名江國鈺，香港影視女星，其年齡、容貌、身世及緋聞對象長期成為公眾的熱議話題。

## 簡歷
藝名宮雪花，生於上海，祖籍福建永定。文化大革命期間，曾靠走私黄金及販賣假首飾謀取金钱，不久後却被公安機關抓獲，被判勞教两年。此後，宮雪花嫁給一名駐滬領事館的翻譯，婚後隨丈夫移民至法國。但因不適應法國生活，而且夫妻之間聚少離多，在為丈夫產下一名兒子後，婚姻便宣告結束。離婚後宮雪花定居香港。
宮雪花曾多次參加世界性選美活動，36歲時曾參選法國華裔小姐選美並奪得冠軍。而最具轟動性的一次發生於1995年，其以虛齡47歲的高齡參加不設年齡上限的亞洲小姐競選，加上她與年齡極不相符的美貌，引起香港媒體廣泛關注，使該屆賽事收視率飆升。宮雪花在該屆賽事中闖入最後五強，雖未能進入前三強，卻讓其聲名大噪。2003年，宮雪花作為中華人民共和國代表參加美國世界太太選美大賽，獲得「最佳民族服裝獎」。
宮雪花成名以後，曾接拍亞洲電視多部劇集，其後又曾接拍情色電影嘗試進軍電影圈。在未能引起轟動後，宮雪花轉戰台灣和大陸電視圈，參演《家有仙妻2》、《康熙王朝》等劇。其後，宮雪花淡出螢光幕，但仍多次以性感姿態出席大型公眾活動，並不時以緋聞和新聞主角身份見報。如2008年1月，宮雪花在澳門旅遊期間，遭遇撞船意外；半年後，宮雪花聲稱因此遭遇嚴重創傷，並狀告船務公司負責人何超瓊；2011年初，宮雪花因涉嫌故意走光，被逐出仁美清敍。
其子江澤龍為2005香港先生參賽者。
2023年3月，宮雪花在台灣接受聯合報專訪時表示當年選美年齡純粹是一場騙局，並展示其身份證上的年齡比之前聲稱的小10歲，即接受訪問時僅64歲，並解釋當年選美把年齡誇大，是為了造成轟動效應，並表示「因為法律規定結過婚生過孩子是不能選小姐的，但是沒有我就沒有贊助和收視率」。

## 參演作品

### 電視劇（亞洲電視）
| 年份   | 劇名             | 角色          |
| 1995年 | 包青天之弒夫記   | 杜惜藥/王青虹 |
| 1996年 | 一人有一個理想   | 大嫂          |
| 1996年 | 千王之王重出江湖 | 商萍          |
| 1997年 | 97變色龍         | 花姐          |
| 1998年 | 穆桂英大破天門陣 | 蕭太后        |
| 1999年 | 縱橫四海         | Cat母         |
| 2000年 | 香港一家人       |               |
| 2005年 | 喜有此理         | 花姐          |

### 電視劇（台灣、中國大陸）
| 年份   | 劇名                 | 角色             |
| 1996年 | 長相憶               |                  |
| 1997年 | 真假王爺             |                  |
| 1998年 | 土地公傳奇之狐仙情緣 | 狐姥姥           |
| 1998年 | 家有仙妻2            | 花花             |
| 1998年 | 明天有你             | 胡美姬           |
| 2001年 | 康熙王朝             | 慧妃博爾濟吉特氏 |
| 2001年 | 致命遺產             | 司徒雲卿         |
| 2002年 | 少林七崁             | 慈禧太后         |

### 電影
| 年份   | 片名             | 角色           |
| 1996年 | 蛇蠍夜合花       |                |
| 1996年 | 1/2次同床        |                |
| 1996年 | 運財五福星       | 上官飛花       |
| 1997年 | 我有我瘋狂       | 金露露         |
| 1997年 | 完全失控         |                |
| 1999年 | 玉蒲團之淫行天下 |                |
| 1999年 | 玉蒲團之極樂寶鑑 |                |
| 1999年 | 唐朝禁宮秘史     | 武則天         |
| 2011年 | 桃姐             | 老人院工作人員 |

### 電視節目
- 電視風雲五十年
- 選美風雲五十年
- 亞姐百人
- 亞視光輝歲月

### 書籍作品
| 年份   | 書名                                   | 作者   | 出版社         |
| ------ | -------------------------------------- | ------ | -------------- |
| 2005年 | 我的美丽人生：亚洲美女宫雪花的选美之路 | 宫雪花 | 天津人民出版社 |